# Estación de Berre
La estación de Berre es una estación ferroviaria francesa de la línea París - Marsella, situada en la comuna de Berre-l'Étang, en el departamento de Bocas del Ródano, en la región de Provenza-Alpes-Costa Azul. Por ella transitan únicamente trenes regionales. 

## Situación ferroviaria
La estación se encuentra en la línea férrea París-Marsella (PK 828,609) muy cerca de la Laguna de Berre.

## Historia
La estación fue abierta en 1847 por parte de la Compañía de Ferrocarriles de Aviñón a Marsella, aunque fue rápidamente adquirida por la Compañía de Ferrocarriles de París a Lyon y al Mediterráneo. Desde 1937, es explotada por la SNCF.

## Servicios ferroviarios

### Regionales
Los TER PACA recorre el siguiente trazado:
- Línea Miramas - Marsella.